# Disforia de género
La disforia de género, antes llamada trastorno de identidad de género, es un diagnóstico psiquiátrico que involucra un malestar significativo asociado a una discordancia entre la identidad de género y el sexo asignado al nacer, con el que las personas afectadas no se identifican ni sienten como propio.
La OMS lo ha descartado como un trastorno psiquiátrico, puesto que mientras que el trastorno de identidad de género estaba clasificado como un trastorno mental en la CIE-10 CM, la discordancia de género está clasificada como un cuadro relacionado con la salud sexual en la CIE-11 CM. A su vez, en el DSM-5 (publicado por la Asociación Estadounidense de Psiquiatría) fue reclasificado, moviéndose de la categoría de trastornos sexuales hacia una propia, y renombrado como disforia de género con el objetivo de evitar la estigmatización hacia los individuos transgénero. En esta reclasificación se aclara que la disconformidad de género no constituye enfermedad mental en sí misma, sino que el elemento crítico de la disforia de género es la presencia de malestar clínicamente significativo asociado a la condición de género.
De esta manera, la disforia de género no debe confundirse con la disconformidad de género —las conductas que no coinciden con el comportamiento socialmente asociado a un género—, ni con orientación sexual, ni la identidad de género, ya que estas no son trastornos mentales. Cabe aclarar que no todas las personas trans tienen disforia de género ni todas las personas con disforia de género son trans.
Se desconocen las causas de la disforia de género, pero la identidad de género refleja probablemente factores genéticos, biológicos, ambientales y culturales. El tratamiento de la disforia de género puede incluir asesoramiento o psicoterapia, apoyo a la expresión de género del individuo o su deseo de terapia hormonal o cirugía, pero no debe consistir en disuadir al individuo de su identidad de género, sino ayudarlo a adecuarlo a ella.

## Definición
Disforia, como término opuesto a «euforia», designa un disgusto, desajuste o malestar significativo. La disforia de género, por tanto, hace referencia al malestar intenso, que no se reduce únicamente al disgusto o a la inconformidad, que afecta negativamente las actividades cotidianas de una persona y que está asociado con su sexo o género. Cabe señalar que no todas las personas transgénero o transexuales experimentan disforia de género, por tanto la disforia de género no puede confundirse con el simple hecho de que una persona sea transexual o transgénero.
Este concepto fue introducido por el psicólogo neozelandés John Money.

## Medicina
La disforia de género es el término con el que en 1973 el médico John Money, y a partir de ahí la psiquiatría, designaba a lo que en 1953 el también médico Harry Benjamin había llamado transexualidad. En la actualidad, la transexualidad y la disforia de género son términos distintos.
La disforia de género está incluida en el DSM-5 o Manual diagnóstico y estadístico de los trastornos mentales. Mientras que en el CIE-10 estuvo un trastorno similar al que se le denominó trastorno de identidad de género y que posteriormente fue descartado como trastorno psiquiátrico, dado que pasó a ser llamado discordancia de género y ahora está clasificado como una condición relacionada con la salud sexual en la CIE-11 CM.
Para que una persona sea diagnosticada con disforia de género, debe haber una marcada diferencia entre el género expresado o experimentado por el individuo y el que otros le asignarían, y esto debe haberse mantenido por, al menos, seis meses. En los niños, el deseo de ser de otro género debe estar presente y verbalizado. En segundo lugar, es necesario que existan también pruebas de malestar persistente provocadas por el sentimiento de inadecuación asociado a su sexo o género. Es decir, para efectuar el diagnóstico de la disforia de género, deben existir pruebas de malestar clínicamente significativo o deterioro social, laboral o de otras áreas importantes de la actividad del individuo. Es importante descartar a niños y adolescentes cuya conducta simplemente no encaja en el estereotipo cultural de masculinidad o femineidad.
En la actualidad no existe un método objetivo para diagnosticar debido a que este depende exclusivamente de lo que manifieste el afectado, o su entorno, lo que en ocasiones está distorsionado,  con o sin intencionalidad.

### Causas de la disforia de género
Sus causas son todavía desconocidas, aunque se han tomado en consideración hipótesis biológicas, psicológicas e incluso sociológicas. Desde las explicaciones no médicas muchos sectores exigen que deje de considerarse un trastorno psiquiátrico.

## Campaña contra la patologización
Desde el año 2007, cada mes de octubre, la campaña Stop Trans Pathologization convoca un Día Internacional de Acción por la Despatologización Trans, con manifestaciones simultáneas y otras actividades en diversas ciudades en el mundo.
Los objetivos principales de la campaña se enfocaron en la retirada del «trastorno de la identidad de género» de la CIE de la Organización Mundial de la Salud), así como la lucha por los derechos sanitarios de las personas transexuales. Para facilitar la cobertura pública de la atención sanitaria trans-específica, la campaña Stop Trans Pathologization propuso la inclusión de una mención no patologizante en la CIE-11. Posteriormente, la Organización Mundial de la Salud retiró el «trastorno de identidad de género» como trastorno psiquiátrico y paso a llamarse «discordancia de género» y actualmente está clasificado como una condición relacionada con la salud sexual en la CIE-11.
El artículo 18 de los Principios de Yogyakarta y la Guía del activista para usar los Principios de Yogyakarta son contrarios a la lista de enfermedades mentales.
En julio de 2016 un grupo de investigadores financiados por el Instituto Nacional de Psiquiatría de la Ciudad de México presentó un estudio como respaldo a la solicitud a la Organización Mundial de la Salud (OMS) para que retire la disforia de género de la sección de «trastornos mentales». El estudio mexicano fue el primero de una lista de trabajos en la misma línea hechos en Brasil, India, Francia, Sudáfrica y el Líbano que fueron presentados en 2018, en la actualización de la clasificación CIE-10 hacia la nueva lista CIE-11. Estos estudios tratan de señalar que el factor causal del malestar que experimentan las personas transexuales y que ha llevado a definir un trastorno mental, no se origina por su identidad y condición sexual, sino por el rechazo y la discriminación que vivieron. Los autores de los estudios consideran que el propio diagnóstico contribuye a la estigmatización y, de ese modo, refuerza el problema.